# Bertil Sieurin
Per Hjalmar Bertil Sieurin, född 24 mars 1897 i Dalskog, Älvsborgs län, död 12 mars 1968 i Nacka, var en svensk målare och tecknare.
Han var son till direktören Pehr Gambetta Sieurin och Hildegard Elisabet Johanna Lundbohm. Efter några års gymnasiestudier flyttade han tillsammans med sin familj till Worcester i Massachusetts där han fick möjlighet att ägna sig åt måleri i olja och akvarell. Ett för honom förödande förvärvsarbete på en fabrik resulterade i ett psykiskt sammanbrott 1919 just som han var redo för att återvända till Sverige. När han i slutet av 1940-talet tog upp sin konstnärliga verksamhet var det i form av teckningar som visade hans trevande försök att komma tillrätta med sin tillvaro. Hans konst består förutom dessa teckningar av några oljemålningar utförda under 1910-talet samt teckningar från cykelturer i Västergötland och Bohuslän samt intryck från USA. Separat ställde han ut på Lilla galleriet i Stockholm 1952 och en utställning med hans konst visades på Uplandsbanken i Norrtälje 1964. 